# Montsec de Sant Esteve
El Montsec de Sant Esteve o de Sant Esteve de la Sarga és una serra al terme municipal de Sant Esteve de la Sarga (el Pallars Jussà). El seu extrem oriental és el cim de les Forques, a 1.281,4 m. alt., i l'occidental, el barranc de la Pua, a uns 1.150. És al sud de l'espai comprès entre el coll de Fabregada i Sant Esteve de la Sarga, i és un dels contraforts septentrionals del Montsec d'Ares. Pertany a aquesta serra el coll de la Pua, per on passa el camí que des del coll de Fabregada puja fins al Coll d'Ares i després davalla cap a Àger, a la Noguera.